# Holywell House
Holywell House est une maison historique disparue à St Albans dans le Hertfordshire, en Angleterre.
Le manoir était appelé à l'origine Hallywell (l'orthographe actuelle est probablement due à une faute de transcription). L'autre origine possible du nom vient de la légende de Saint Alban, Holywell Hill étant le nom de la colline ou il fut exécuté.
Le manoir appartenait à Sir Ralph Rowlett depuis 1571 et à sa mort, devint propriété de son neveu, Robert Jenyns (ou Jennings). Il a été conservé par la famille et c'est là qu'est née Sarah Churchill en 1660. Après la mort de leur père Richard, la maison a appartenu conjointement à Sarah et à sa sœur, Frances, avant que Sarah n'en devienne définitivement propriétaire. Elle et son mari John Churchill y demeuraient souvent,. La maison a été démolie en 1827, mais il existe une autre "Holywell House" à Swanmore, appartenant aux comtes et comtesse de Clarendon.